# Iffeldorf
Iffeldorf är en kommun och ort i Landkreis Weilheim-Schongau i Regierungsbezirk Oberbayern i förbundslandet Bayern i Tyskland.
Kommunen ingår i kommunalförbundet Seeshaupt tillsammans med kommunen Seeshaupt.